# Alfredo M. Bonanno
Alfredo Maria Bonanno (ur. 4 marca 1937 w Katanii, zm. 6 grudnia 2023) – włoski partyzant miejski, myśliciel polityczny, główny teoretyk insurekcjonizmu, radykalnego odłamu myśli anarchistycznej.

## Życiorys
W latach sześćdziesiątych wśród włoskich anarchistów pojawiła się tendencja, która nie identyfikowała się ani z bardziej klasyczną Włoską Federacją Anarchistyczną, ani z nastawionymi na platformizm GAAP (Gruppi Anarchici d'Azione Proletaria), a zaczęła organizować się w lokalne grupy, które kładły nacisk na akcję bezpośrednią, nieformalne grupy interesu i ekspropriację w celu finansowania działalności. To w tych grupach działał Bonanno, będący szczególnie pod wpływem praktyki hiszpańskiego anarchisty Josepa Faceriasa. 
We wrześniu 1977 ukazała się książka Alfred M. Bonnano zatytułowana La gioia armata, która do dzisiaj uznawana jest za najważniejszą w jego twórczości. 30 listopada 1979 autor został skazany przez Sąd Apelacyjny w Katanii na półtora roku więzienia za podżeganie do buntu i wywrotową propagandę. 
W 1993 Bonanno napisał For An Anti-Authoritarian Insurrectionalist International, w którym proponuje skoordynowane działania śródziemnomorskich bojowników po okresie rozpadu Związku Radzieckiego i wojnie domowej w byłej Jugosławii. 
Bonanno był jednym z setek włoskich anarchistów aresztowanych w nocy 19 czerwca 1997, kiedy włoskie siły bezpieczeństwa przeprowadzały naloty na centra anarchistyczne i domy prywatne w całych Włoszech. Naloty miały miejsce po ataku bombowym 25 kwietnia 1997 na Palazzo Marino w Mediolanie, które miała przygotować grupa ORAI (Organizzazione Rivoluzionaria Anarchica Insurrezionalista). 2 lutego 2003 Bonanno został skazany na 6 lat więzienia oraz grzywnę w wysokości 2000 euro za napad z bronią w ręku i inne przestępstwa. Zarzuty te miały związek z tzw. „procesem Mariniego”, w którym włoscy anarchiści zostali skazani za przynależność do wywrotowej grupy zbrojnej, której liderem ideologicznym był właśnie Bonanno.
4 października 2009 Bonanno został aresztowany wraz z greckim anarchistą Christosem Stratigopolousem w Trikala w środkowej Grecji pod zarzutem dokonania napadu z bronią w ręku na miejscowy banku. W samochodzie znaleziono 46 900 euro w gotówce. 22 listopada 2010 Bonanno został skazany na 4 lata i natychmiast zwolniony z więzienia (spędził tam około roku i miał wtedy ponad 70 lat). Stratigopolous został skazany na 8 lat i 9 miesięcy z możliwością zwolnienia pod koniec 2011.
13 grudnia 2013 Bonanno odmówiono wjazdu do Chile. Planował tam uczestniczyć w serii konferencji. Przyleciał do Chile liniami Sky Airlines z Argentyny. Chilijska policja argumentowała swoją decyzję kryminalną przeszłością Bonanno.